# Рикардо Самора
Рикардо Самора Мартинес (на испански: Ricardo Zamora Martínez) е испански футболен вратар от началото на ХХ век, национал, дългогодишен треньор по футбол. Състезавал се е за Еспаньол, Барселона и Реал Мадрид, а като мениджър е спечелил две титли на Испания с отбора на Атлетико Мадрид.
Познат по цял свят с прякора „El Divino“ (Божественият), негова запазена марка е било да се появява на терена с кърпа, шапка и бяло поло, което по-късно е копирано от няколко неговите съвременници. Става пословичен със смелостта си, като през 1929 г., докато играе за националния тим на Испания срещу Англия, получава тежка травма – счупване на гръдната кост, но продължава да играе до края на мача, въпреки силните болки, а Испания печели срещата с 4:3. Самора е останал в спомените и с грандиозното си спасяване в последната минута, в мача между Реал Мадрид и Барселона през 1936 година.

## Биография

### Кариера като футболист

#### Еспаньол
Самора започва кариерата си при юношите на ФК Университари, а през 1916 година преминава в отбора на Еспаньол. Той е в основата на спечелването на шампионата на Каталуния през 1918 г., преди спор с един от директорите на клубада го накара да се прехвърли при местните съперници от ФК Барселона през 1919 година. След три успешни сезона в Барса той се завръща в Еспаньол през 1922 година.
На 2 февруари 1929 г., той прави своя дебют с Еспаньол в учредителната сезон на Ла Лига (Сега – Примера девисион). През същата година печели титлата на шампионата на Каталуня и вдига Купата на краля през 1929 година. След като изиграва 26 мача за Еспаньол, той се присъединява към Реал (Мадрид) през 1930 година.

#### ФК Барселона
Между 1919 и 1922 г. Самора е част от легендарния отбор на Барса, трениран от Джак Грийнуел. По време на престоя си в Барселона той печели с отбора шампионата на Каталуня три пъти, както и на два пъти Копа дел Рей.

#### Реал (Мадрид)
През 1930 г. подписва с Реал Мадрид. През сезон 1931 – 32 печели Ла Лига за първи път с „кралският“ клуб. През 1934 г. Франциско Бру поема поста на треньор в Реал и повежда Самора и компания към две Купи на Испания. През същата година побеждовот ФК Валенсия с 2 – 1. През 1936 г. е на вратата на Реал Мадрид при сблъсъка с Барселона на финала за Купата на страната. Въпреки че играят с десет души през по-голямата част от срещата, Реал побеждава Барса с 2:1 на стадион „Местая“.

### Кариера като треньор
През 1939 г. е назначен за треньор на Атлетико Мадрид (по това време клуба се нарича Атлетик Aviación). Със Самора начело като мениджър, клубът печели първата си Ла Лига през 1940 г., и я защитава през 1941 година. През 1946 г. той се премества в клуба Селта Виго, и през зезон 1947 – 48 стига с отбора до четвърто място в Примера дивисион. През юни 1952 г. е треньор на националите на Испания, водейки ги в два мача. По-късно се завръща в Селта, а по-късно е треньор на два пъти и на Еспаньол.

### Проблеми
Самора често е бил обект на спорове. Твърдяло се, че е пиел доста коняк и пушел до три пакета цигари на ден. По време на Олимпийските игри през 1920 година, той е изгонен в мача срещу Италия след удар срещу противник, а на връщане от същия турнир е арестуван и глобен за опит за контрабанда на хавански пури.
Явните политически пристрастия на Самора също били предмет на дебат и спорове. Въпреки че играе редовно за националния отбор на Каталония, той е обвинен в отричане на каталунския национализъм, защото прекарва по-голямата част от кариерата си в отборите на Еспаньол и Реал Мадрид.
През 1934 г. е удостоен с „Ордена на Републиката“ от съименника си Нисето Алкала-Самора, президент на Втората Испанската република, но по време на Испанската гражданска война той е използван от Националистическите пропагандатори за тяхната кауза.
През 1950 той е удостоен с ордена „Голям кръст“ от испанския диктатор Франсиско Франко.

## Признание
На негово име е кръстена наградата за най-добър вратар на Примера дивисион (Ricardo Zamora Trophy), която се дава в края на всеки сезон, избран за един от най-великите играчи на ХХ век от списание „Soccer World“.
Избран е за най-добър вратар на Световното първенство по футбол през 1934 година.